# Acirealei székesegyház
Az Acirealei székesegyház, Olaszország déli részén, a szicíliai Acirealében található. Egy katolikus kisbazilika székesegyház, amelynek védőszentje Gyümölcsoltó Boldogasszony. A katedrális az Acirealei egyházmegye központja és 1870 óta Acireale püspökének székhelye.

## Története
A mostani katedrális helyén már 1618-ben felépült egy kisebb templom, pár évvel az elkészülte után ki lett bővítve az épület amikor Acireale egyik védőszentjének, Szent Venerának a relikviái megérkeztek. Az épület túlélte a nagy 1693-as földrengést, amely Szicíliában óriási pusztítást végzett. 1872-ben a katedrális az Acirealei egyházmegye központja lett, majd 1948 augusztusában XII. Piusz pápa basilica minore címet adományozott a templomnak.

## Leírása
A kapu barokk stílusú, amit egy messinai építész Placido Blandamonte készített, rajta a Gyümölcsoltó Boldogasszony szobra. A nyugati front pedig neogótikus stílusú, amit Giovan Battista Filippo Basile építtetett. A nyugati frontot halála után 1900-re fejezték be. A két manierista stílusú harangtoronynak, nyölcszögletű alapja van. Habár külsőre mindkettő egyformának tűnik, valójában évszázadnyi különbség van a két harangtorony építésében: a déli harangtorony a kupolával együtt 1655-ben készült el, míg az északi a főkapu feletti rózsaablakkal együtt 1890-re készült el. A templom belseje barokk stílusú. A mennyezeten olyan festők művei láthatók, mint Pietro Paolo Vasta, Francesco Mancini Ardizzone, Antonio Filocamo, Giuseppe Sciuti, Francesco Patanè, és Giacinto Platania.

## Galéria

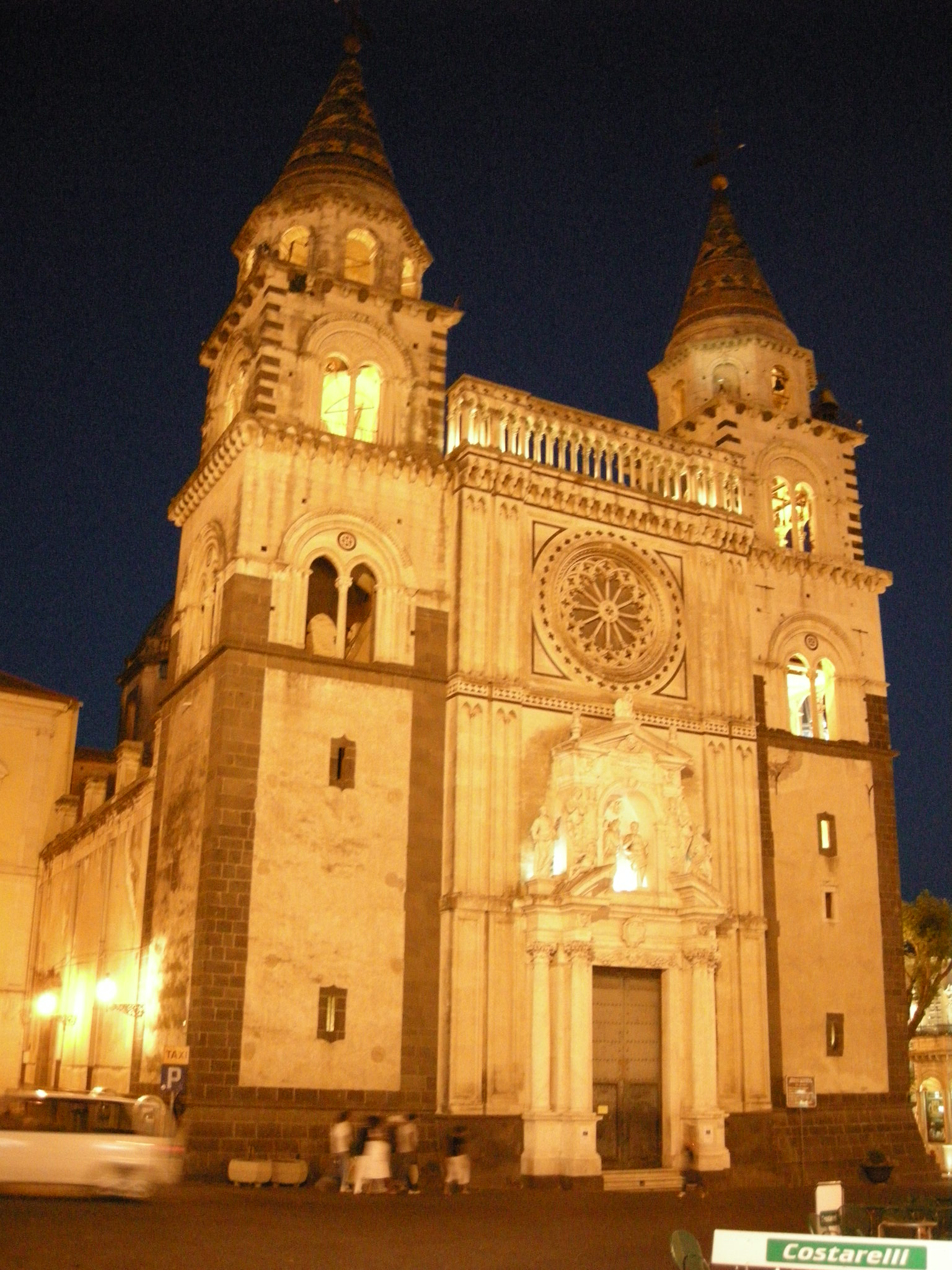
A székesegyház éjszakai kivilágításban
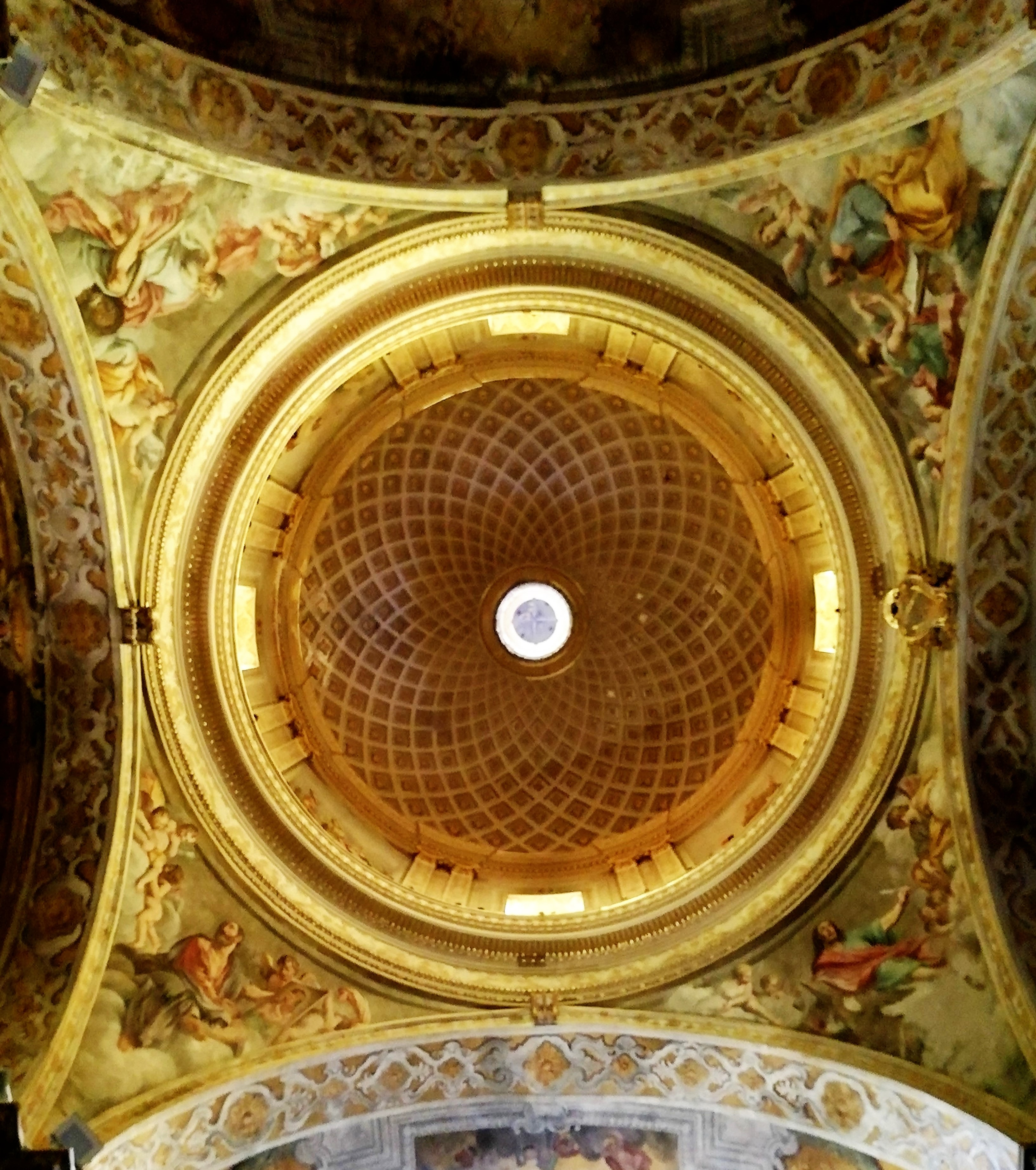
Kupola belülről
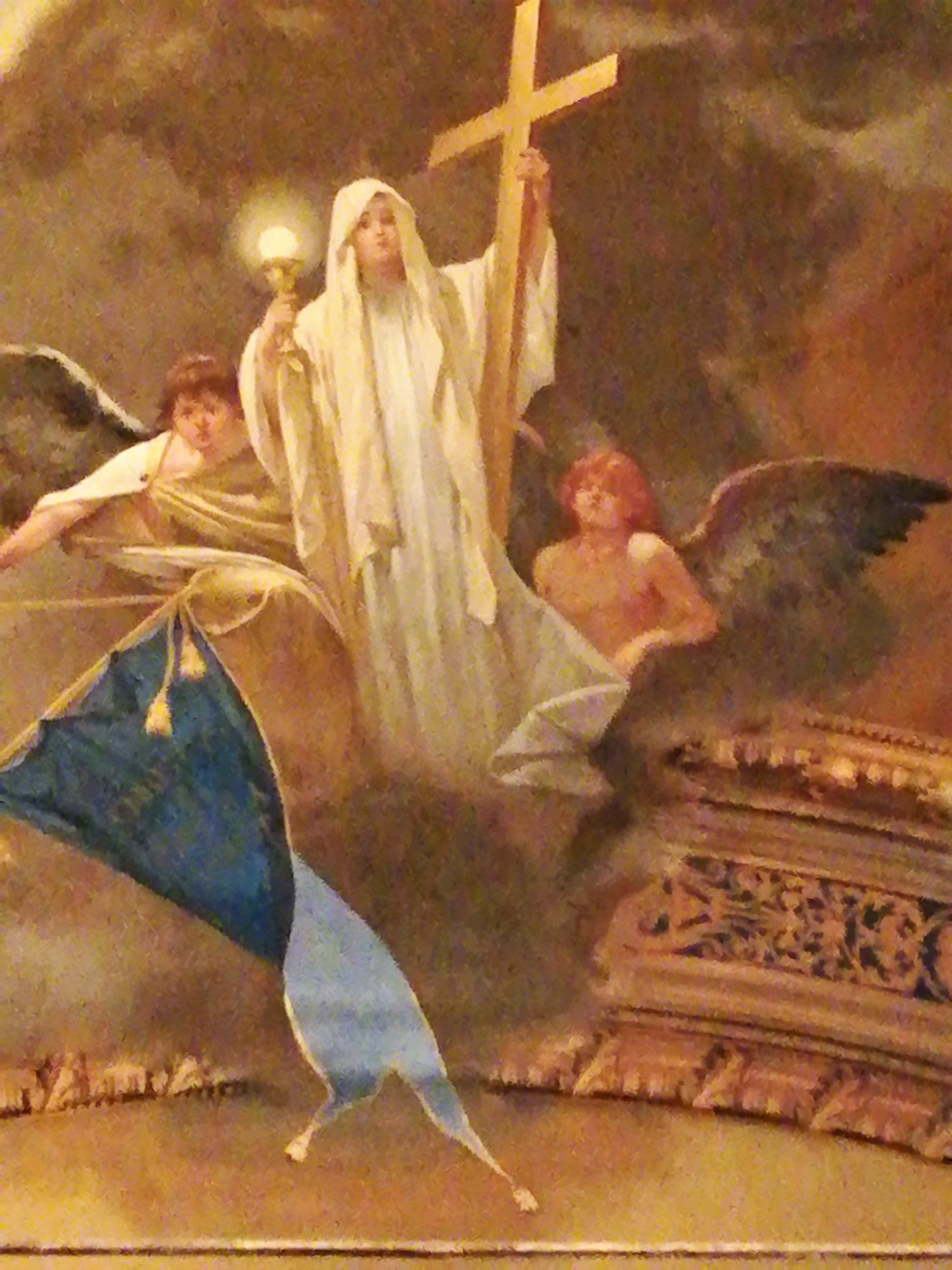
Freskó
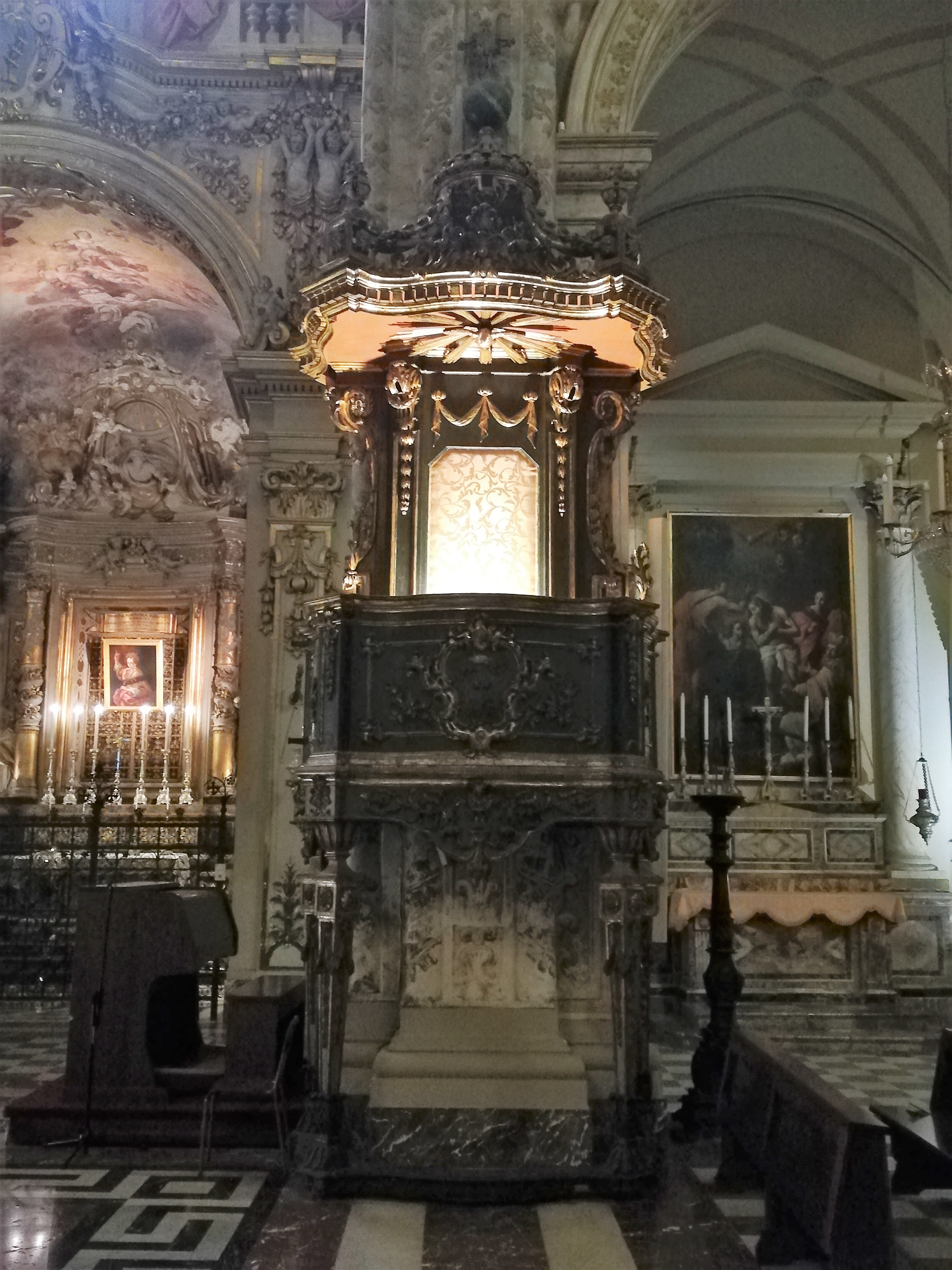
Szószék